# Zarachella specularis
Zarachella specularis är en fjärilsart som beskrevs av Jordan 1915. Zarachella specularis ingår i släktet Zarachella och familjen snigelspinnare. Inga underarter finns listade i Catalogue of Life.